# Truro (Iowa)
Truro ist eine Stadt (mit dem Status „City“) im Madison County im US-amerikanischen Bundesstaat Iowa. Das U.S. Census Bureau hat bei der Volkszählung 2020 eine Einwohnerzahl von 509 ermittelt.
Truro ist Bestandteil der Metropolregion um Iowas Hauptstadt Des Moines.

## Geografie
Truro liegt im südwestlichen Zentrum Iowas auf 41°12′35″ nördlicher Breite und 93°50′48″ westlicher Länge. Das Stadtgebiet erstreckt sich über eine Fläche von 2,51 km² und liegt in der Ohio Township.
Nachbarorte von Truro sind St. Charles (10,9 km nordnordöstlich), New Virginia (14,2 km ostsüdöstlich), Osceola (24,8 km südsüdöstlich), East Peru (8,4 km westnordwestlich) und Patterson (21,5 km nordnordwestlich).
Das Zentrum von Des Moines liegt 63 km nordnordöstlich. Die nächstgelegenen weiteren Großstädte sind die Twin Cities in Minnesota (Minneapolis und Saint Paul) (454 km nördlich), Cedar Rapids (248 km ostnordöstlich), Iowa City (245 km östlich), Kansas City in Missouri (263 km südsüdwestlich), Nebraskas größte Stadt Omaha (195 km westlich) und Sioux City (330 km nordwestlich).

## Verkehr
Der Interstate Highway 35 führt in Nord-Süd-Richtung in rund fünf Kilometern Entfernung östlich an der Stadt vorbei. Alle weiteren Straßen sind untergeordnete Landstraßen, teils unbefestigte Fahrwege sowie innerörtliche Verbindungsstraßen.
Der nächste Flughafen ist der Des Moines International Airport (53 km nordnordöstlich).

## Bevölkerung
Nach der Volkszählung im Jahr 2010 lebten in Truro 485 Menschen in 163 Haushalten. Die Bevölkerungsdichte betrug 193,2 Einwohner pro Quadratkilometer. In den 163 Haushalten lebten statistisch je 2,98 Personen.
Ethnisch betrachtet setzte sich die Bevölkerung zusammen aus 98,4 Prozent Weißen, 0,4 Prozent (zwei Personen) amerikanischen Ureinwohnern, 0,4 Prozent Asiaten sowie 0,2 Prozent (eine Person) aus anderen ethnischen Gruppen; 0,6 Prozent stammten von zwei oder mehr Ethnien ab. Unabhängig von der ethnischen Zugehörigkeit waren 0,2 Prozent der Bevölkerung spanischer oder lateinamerikanischer Abstammung.
38,8 Prozent der Bevölkerung waren unter 18 Jahre alt, 51,1 Prozent waren zwischen 18 und 64 und 10,1 Prozent waren 65 Jahre oder älter. 52,2 Prozent der Bevölkerung waren weiblich.
Das mittlere jährliche Einkommen eines Haushalts lag bei 53.750 USD. Das Pro-Kopf-Einkommen betrug 19.800 USD. 8,4 Prozent der Einwohner lebten unterhalb der Armutsgrenze.

## Bekannte Bewohner
- Kim Reynolds (* 1959) – seit 2011 47. Vizegouverneurin von Iowa – geboren und aufgewachsen in St. Charles